# Tetrarthrosoma franzi
Tetrarthrosoma franzi är en mångfotingart som först beskrevs av Imre Loksa 1970.  Tetrarthrosoma franzi ingår i släktet Tetrarthrosoma och familjen orangeridubbelfotingar. Inga underarter finns listade i Catalogue of Life.